# Квітко Семен Кузьмич
Квітка (Квітко) Семен Кузьмич (1855 — 31 серпня 1917) — нащадок українського старшинського роду, нафтохімік, автор нового способу термічного розкладання нафтового залишку.

## Біографія
Семен Квітка походить з родини збіднілої гілки стародавнього українського козацького роду, який має корені з початку 17 ст. на Полтавщині. Представник цього козацького роду — полковник Андрій Квітка був одним із засновників Харкова у 1655 р.
У 1874 Семен закінчив реальне училище і був прийнятий в Санкт-Петербурзький гірничий інститут, який готував висококваліфікованих фахівців для гірничозаводської промисловості.
20 червня 1879 Семен Квітка успішно закінчив інститут і отримав кваліфікацію гірничого інженера.

## Наукова діяльність
За запрошенням професора хімії К.Лисенка (автора відомої книги «Нафтове виробництво» (1878) почав працювати на кафедрі хімії. 31 січня 1880 Квітка був прикомандирований до хімічної лабораторії Гірничого інституту для практичних занять в чині колезького секретаря. С.Квітка працює хіміком-дослідником.
У 1880 за проханням засновника нафтової промисловості акціонерної компанії Бакинського нафтового товариства (БНО) Василя Кокорева і за рекомендацією професора К.Лисенка Семен Квітка починає працювати на нафтових промислах у Баку, де його кар'єра як нафтохіміка, керуючого нафтопромислами тривала 37 років. Одним з перших новаторських рішень його було запровадження перегонки нафти з використанням перегрітої пари.
19 травня 1886 Квітка познайомився з Дмитром Менделєєвим під час його перебування в Баку.
30 травня 1890 він перебуває у двомісячну відрядженні до Великої Британії, де, працюючи в лабораторії Лондонського королівського інституту, ретельно вивчає нафтоперегінний апарат Дьюара. У ході цих досліджень інженер Квітка прийшов до висновку про повну непридатність даного пристрою для практичного виробництва. І повернувшись до Баку, він за своїм проектом і на основі власних конструктивних рішень будує нафтоперегінний завод, який міг давати гас і змащувальні масла високої якості.
26 травня 1894 наказом міністра фінансів Росії Семен Квітка був призначений на посаду техніка Бакинського технічного комітету (БТК), що був специфічною державною установою з статистичними, контрольними і консультативними функціями і не мав аналога в Російській імперії. БТК був створений в 1891 відповідно до положення Правил «Про випробування, перевезення, зберігання і продажу мінеральних масел, нафти та продуктів її перегонки».
До кінця 1894 року, працюючи на новому місці, Семен Квітка робить нові винаходи і відкриття:
- випробування гасу міцним лугом;
- нове явище при титруванні нафтових кислот;
- встановлює зміни питомої ваги і температури спалаху нафти при її усиханні і ін.

Плідна семирічна робота Семена Квітки в БТК була відзначена високою урядовою нагородою: у квітні 1901 він був нагороджений орденом Святої Анни 3-го ступеня.
5 березня 1904 був підписаний наказ № 17 по Гірському департаменту, в якому гірничого інженера Квітку С. К. переводили з колезьких в статські радники "(Цивільний чин 5-го класу — статський радник — перебував у табелі про ранги трохи вище звання армійського полковника).
У 1914 Семен Квітка, згідно з наказом Гірничого департаменту, став займати дві посади: голову та техніка БТК — по суті, цим було узаконено фактичне становище його як багаторічного і єдиного керівника цієї установи.
Універсальна інженерна підготовка Семена Квітки дозволила йому проявити свої неабиякі здібності в найрізноманітніших галузях гірничої науки, в тому числі і в гідрогеології.
Відомі наукові праці Семена Квітки у гідрогеології та гідродинаміці — ряд робіт інженера Квітки про підземні води створили основу для розвитку регіональної гідрогеології Апшеронського півострова і майже на десятиліття визначили долю підземного водопостачання не тільки Баку, але й інших населених пунктів півострова. С.Квітка вивчав проблему затоплення нафтових свердловин глибинною водою.
Наукову спадщину С.Квітка залишив також у палеонтології, яка тоді тісно контактувала з геологією, відомі його роботи з неогенових відкладів Апшеронського півострова, з теми про викопних риб. С.Квітка відкрив понтійських відкладеннях молюска Цлупеа Понтіца. Заслуговує на увагу його праця «До питання про походження нафти».
Найбільшим досягненням інженера Квітки був винахід нового способу термічного крекінг-процесу, який дозволяв отримувати бензин з нафти або мазуту (патентний пріоритет з 1911).

## Громадська діяльність
Семен Квітка залишив помітний слід в історії не тільки як вчений і інженер, але і як активний громадський діяч.
Він був одним з найактивніших членів Бакинського відділення Імператорського російського технічного товариства (БОІРТО). Створене в березні 1879 всього двадцятьма спеціалістами, це відділення через кілька років стало однією з найчисельніших громадських організацій, що об'єднали творчі сили найкращих представників нафтової справи, інженерів і техніків.
Восени 1880 гірський інженер Квітка вступив в БОІРТО і майже 37 років був у його лавах. З 27 грудня 1886 він член Ради БОІРТО. А з 22 грудня 1892 був обраний головою відділення і 21 грудня 1893 знову переобраний головою.
Під час його керівництва були здійснені важливі заходи для зміни діяльності товариства; характеру і змісту друкованого органу відділення — журналу «Праці БОІРТО» — за його наполяганням це видання перетворюється в періодичне і починає виходити регулярно — шість разів на рік. Було також розширено тематичний зміст, намічено заходи з рекламування видання, збільшення числа передплатників.
Він бере участь у підготовці та проведенні в Баку міжнародної виставки двигунів внутрішнього згоряння (29 квітня — 17 червня 1912).
У 1915 він — член комісії БОІРТО з розгляду робіт на здобуття премії імені Людвіга Нобеля.
Остання робота С. Квітки — проектування та будівництво багатокубової установки термічного крекінгу для отримання бензину. 31 серпня 1911 гірський інженер Квітка подав заявку в Міністерство промисловості і торгівлі: «Спосіб добування бензину та інших нафтових продуктів з нафти, нафтових залишків та ін», в якій він описав установку з термічного розщеплення вуглеводнів нафти, нафтопродуктів і нафтових залишків з метою отримання бензину. В апараті системи Квітка процес відбувається під тиском в рідкій фазі, в безперервно діючої кубової батареї з широкою регенерацією тепла, що буря відходять продуктами. Майже рік по тому йому був виданий «привілей № 21963 від 30 червня 1912 року».
У травні 1924 в Азнафті на чолі з інженером-хіміком Віктором Герром був створений Комітет для практичної реалізації проекту заводської установки крекінгу за способом інженера Квітки.
Перша дослідна установка по системі Квітка для отримання високосортного бензину була побудована і запущена в 1924—1926.